# Arnold Ehret
 (décembre 2021).
Arnold Ehret, né le 29 juillet 1866 et mort le 9 octobre 1922, est un professeur de dessin et défenseur du jeûne allemand. Il est l'auteur de plusieurs livres sur la diète, la détoxication, la santé, la longévité, la naturopathie, la culture physique et le vitalisme.

## Biographie
Ehret est le fondateur du vitalisme en diététique, et pionnier de l'Ehretisme. Il dit qu'il a découvert que le corps est « un moteur air-gaz » et qu'il ne fonctionne que sur l'oxygène. Et que donc un régime consistant de fruits et de légumes, qu'il nomme régime et nourriture sans mucus, est l'alimentation optimum de l'humain. Ehret pensait, comme Antoine Béchamp, que la santé est déterminée par le Milieu intérieur, donc le terrain, un terme utilisé par Louis Pasteur. Il essaya de démontrer qu'une alimentation sans mucus était la clef de la santé ; et écrivit le traité Le système de guérison du régime sans mucus.

### Jeunesse
Ehret est né en 1866, à St. Georgen im Schwarzwald, Pays de Bade, près de Fribourg-en-Brisgau, Allemagne. Ses parents étaient vétérinaires et ses grands-parents étaient médecins,.
En 1887, âgé de 21 ans, il devint professeur de dessin, et fut appelé au service militaire mais fut déclaré inapte après 9 mois pour problème au cœur. Après des études à Francfort, il enseigna dans une école technique pendant 15 ans. À 31 ans, il lui fut détecté la maladie de Bright (une inflammation des reins) par le Dr Gustav Riedlin, une maladie établie comme incurable par 24 des plus grands docteurs en Europe. Il passa du temps dans plusieurs sanatoriums en Europe pour apprendre les méthodes de guérison, incluant aussi le centre de Sebastian Kneipp.

## Opinions sur la maladie
Ehret dit que certains aliments forment du pus et du mucus et sont la cause des maladies, « schleimlose » (sans mucus), les aliments sans mucus sont la clef de la Santé, et « le Jeûne (simplement manger moins) est la méthode de nettoyage du corps de la Nature pour contrecarrer les effets de la mal-bouffe et du trop manger. », Le terme mucus, un acide glyco-protéique, vient du grec « myxa ». En 1812, William Cullen appela mucus, une 'matière butyrique' et en 1877, Gustav Schlickeysen observa une couche de mucus sous la peau humaine, dans Obst Und Brod. Puis nommé 'mucin' par le Dr. Teofilo De La Torre en 1950, 'mucus' par Morris Krok (en) en 1960, 'matière fécal impactée' par Norman Walker (en) en 1970  'matière mucoïde' par Robert Gray en 1980,, et 'plaque mucoïde' en 1990,. En 2000, Daniel Reid ré-introduit le terme 'mucus'. Gray fit remarquer la distinction entre le bon et mauvais mucus, et comment certaines substances laisse résidu que le corps mélange dans son mucus, au contraire d'une régime frugivore.

## Le Jeûne
En 1907, Ehret basé à Fribourg, visita Monte Verità, une communauté Nature à Ascona,,,,,, près du lac Majeur, aussi visitée par Lenine et Trotsky. Après sa collaboration avec Henri Oedenkoven (de), propriétaire du sanitarium de Monte Verità,, Ehret ouvrit un sanitarium à Ascona, Suisse et un autre sanitarium 'Fruit et Jeûne', vers Lugano (Massagno), s'occupant de milliers de patients considérés incurable, ecrivant un de ses livres à Locarno. Vers 1909, Ehret s'engage dans une série de conférences  et fut suivi pendant ses jeûnes par les autorités Allemande et Suisse.
En 14 mois, Ehret jeûna 126 jours sans nourriture. Il fit un jeûne de 21 jours, un de 24 jours, un de 32 jours, et un de 49 jours commencé le 26 juin 1909 à Kastan Panoptikum, à Cologne sous surveillance d'un notaire de la famille de la Cour Royal,. En 1909, il jeûna, au total, 105 jours. En 1910, il écrivit un article pour le magazine végétarien sur son jeûne de 49 jours, qui connut l'intérêt du public, et fut publié dans le livre Lebensfragen (Questions de Vie),.

## Revendications scientifiques
Dénonçant la théorie du métabolisme de l'albumine azotée en 1909, Ehret prit connaissance de son contemporain, Thomas Powell M.D., en 1912, qui confirmait ses croyances sur « le sucre du raisin » (sucres simples dans les fruits et les légumes) comme la source d'énergie optimale, pour la construction du corps et sa vitalité, au contraire des aliments riches en protéines. Powell expliquait ses recherches dans le livre Fundamentals and Requirements of Health and Disease, publié en 1909. Ehret prétendait que l'alimentation alcaline, et donc sans mucus, est le régime naturel de l'Homme . Ses recherches sur le pH des aliments, furent corrélées par le chimiste, Julius Hensel, et le chimiste Suédois, Ragnar Berg. En 1911-1912, Ehret fit des conférences en Allemagne, Suisse et à Monaco, sur ses découvertes, ralliant à lui le support du Dr. Katz, le propriétaire d'un centre de santé à Stuttgart qui écrivît un article sur Ehret dans le magazine Lebeskunst en 1911.

## Son système sans mucus

### Régime Transition
Le système de guérison du régime sans mucus est fait de fruits crus et cuisinés, de légumes et feuilles vertes, pour ré-alcaliniser le corps et refaire du sang neuf. Il faut une combinaison de périodes de jeûne courtes et longues, un menu qui amène doucement vers des aliments ne formant pas de mucus, et des irrigations coloniques.
Ehret dit qu'en utilisant son système de transition, tout praticien pouvait changer son régime, passant d'aliments formant du mucus au sans mucus, et spécifiquement en utilisant des aliments vivants bio. Cependant, il recommandait d'être prudent pendant la transition, car une détoxification trop forte pouvait entrainer pas mal de symptômes et de maladies chez les personnes faibles. Quand la toxémie ou le mucus entre dans la circulation sanguine trop vite, l'élimination des toxines et l'assimilation des nutriments peuvent être entravées. Ceci fut confirmé plus tard par Jethro Kloss et Henry G. Bieler (en),.

### Principe du Vitalisme
Ehret était convaincu que le corps est un moteur à air, ne dépendant pas de l'énergie de la nourriture, et que le corps n'est pas fait pour assimiler des aliments entrainant la formation de mucus. Il établît l'équation Vitalité = Puissance − Obstruction (V = P − O) pour démontrer cela. Ehret dit aussi que les poumons étaient la pompe du corps et que le cœur n'était qu'une valve, avec le sang contrôlant le cœur - un concept aussi mentionné par le Dr M. J. Rodermund en 1904. Ehret croyait de plus que les globules blancs sont le résultat de la réaction aux aliments avec mucus,.

### Mythe du Métabolisme
Ehret maintenait que les nouveaux tissus sont principalement fait du sucre simple des fruits et pas des protéines et graisses métabolisées. Ehret autorisait les noix et graines pendant la période de transition jusqu'aux fruits seulement, et même là, un tout petit peu, car classant les aliments riches en protéines et graisses, comme « pas naturel » ; écrivant de plus qu'aucun animal ne mange des graisses et que toutes les graisses entrainent de l'acidité, même celles d'origine végétale, et donc ne sont pas utilisées par le corps Les ré-éditions du livre Le système de guérison du régime sans mucus publiées par Fred S. Hirsch, disent que les noix sont « sans mucus ». Ehret renonça à la consommation de viande, d'œuf, de lait, de céréales, de légumineuse de patates et de riz, reconnaissant leur utilité pendant la transition. Ehret, cita Ragnar Berg, les graisses et les protéines entrainent la formation d'acidité dans le corps donc à consommer avec modération, comme le prônait Otto Carque.

### Hypothèse rigoureuse
En 2009, un docteur d'Harvard, David L. Duffy, publia : « Une étude dans le Journal Of Clinical Endocrinology and Metabolism avec des résultats montrant « qu'un régime fort en protéines et céréales, les métabolise en produisant des résidus au pH acide. Cela peut entrainer l'excrétion de Calcium et affaiblir les os. » Je pense aussi que cela entrave le relâchement de l'oxygène des globules rouges vers les cellules du corps. »,